# バター茶

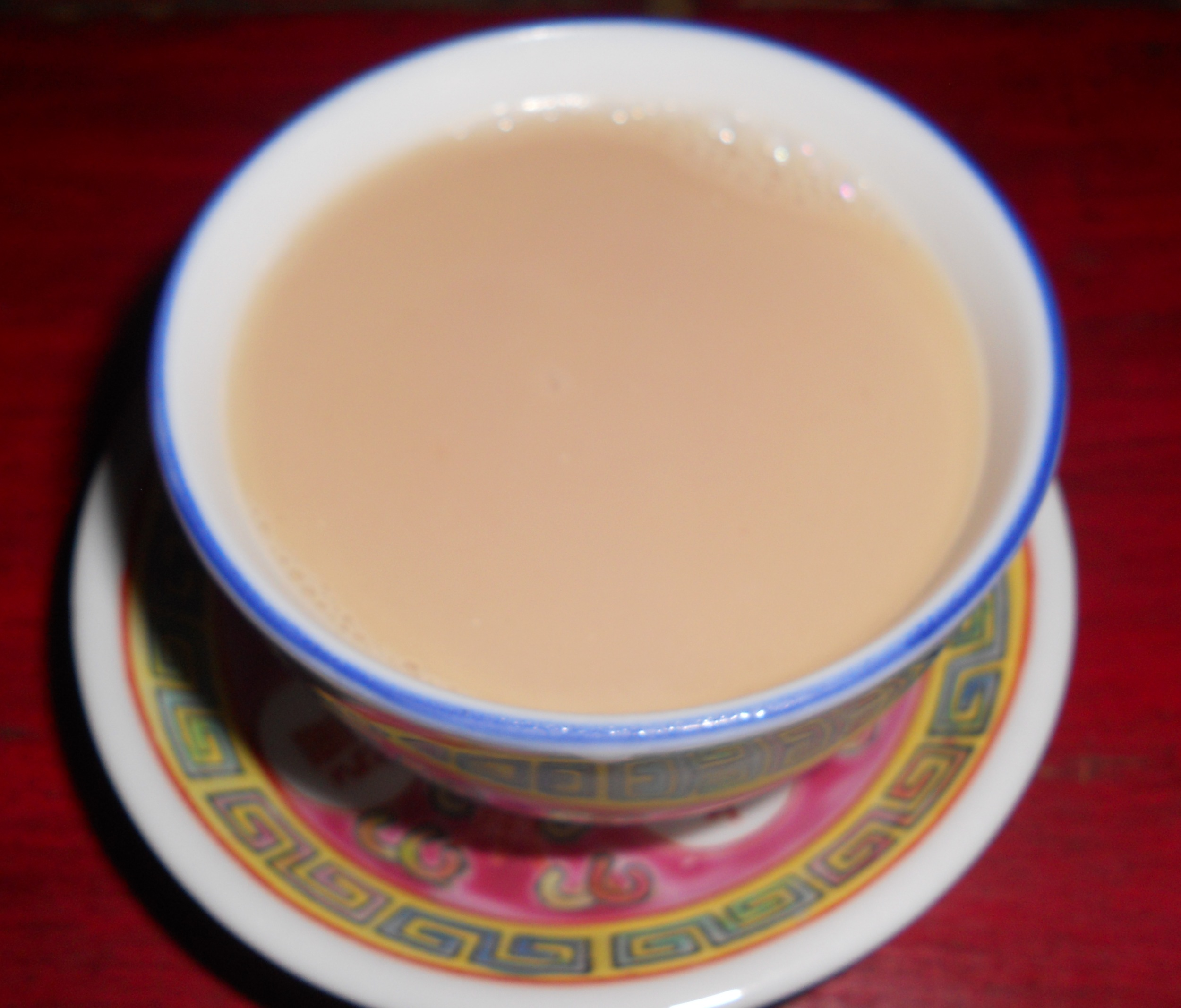
碗に注いだバター茶

バター茶（バターちゃ、中国語: 酥油茶〈スーヨウチャー、拼音: sūyóuchá〉）は、主にチベット、ブータンを中心としたアジア中央部の遊牧民族や住民が日常飲んでいる茶飲料。ヤクの乳脂肪、塩を加えるため、塩バター茶とも言われる。チベット語ではプージャ（チベット文字：བོད་ཇ་; ワイリー方式：bod ja）、ラダック（インド）ではグルグル・チャ、ブータンではスージャ(suja)と呼ばれる。

## 概要

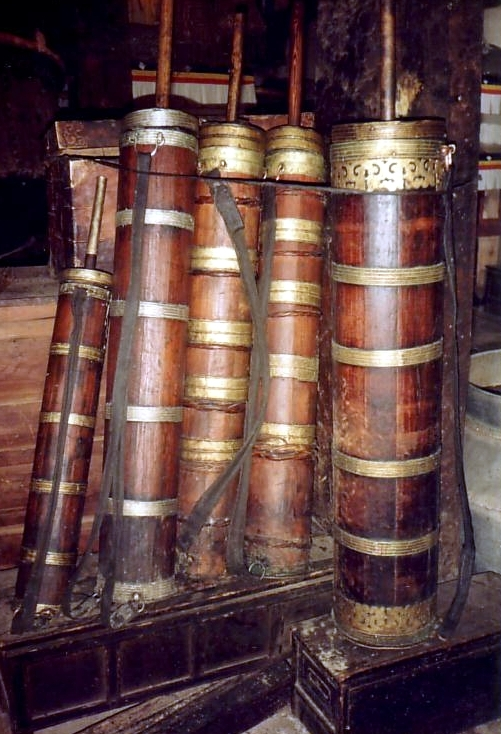
バター茶を攪拌するためのドンモ

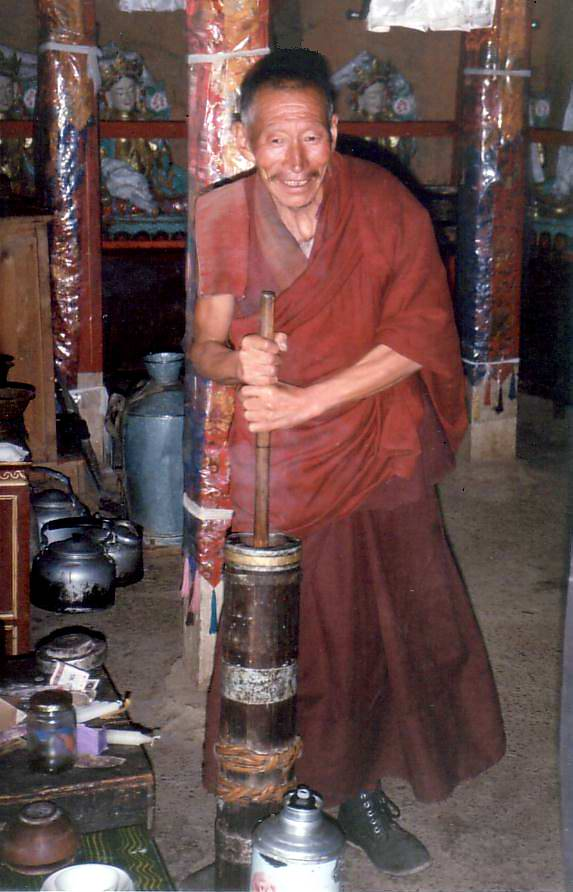
ドンモを用いてプージャを淹れるチベット僧

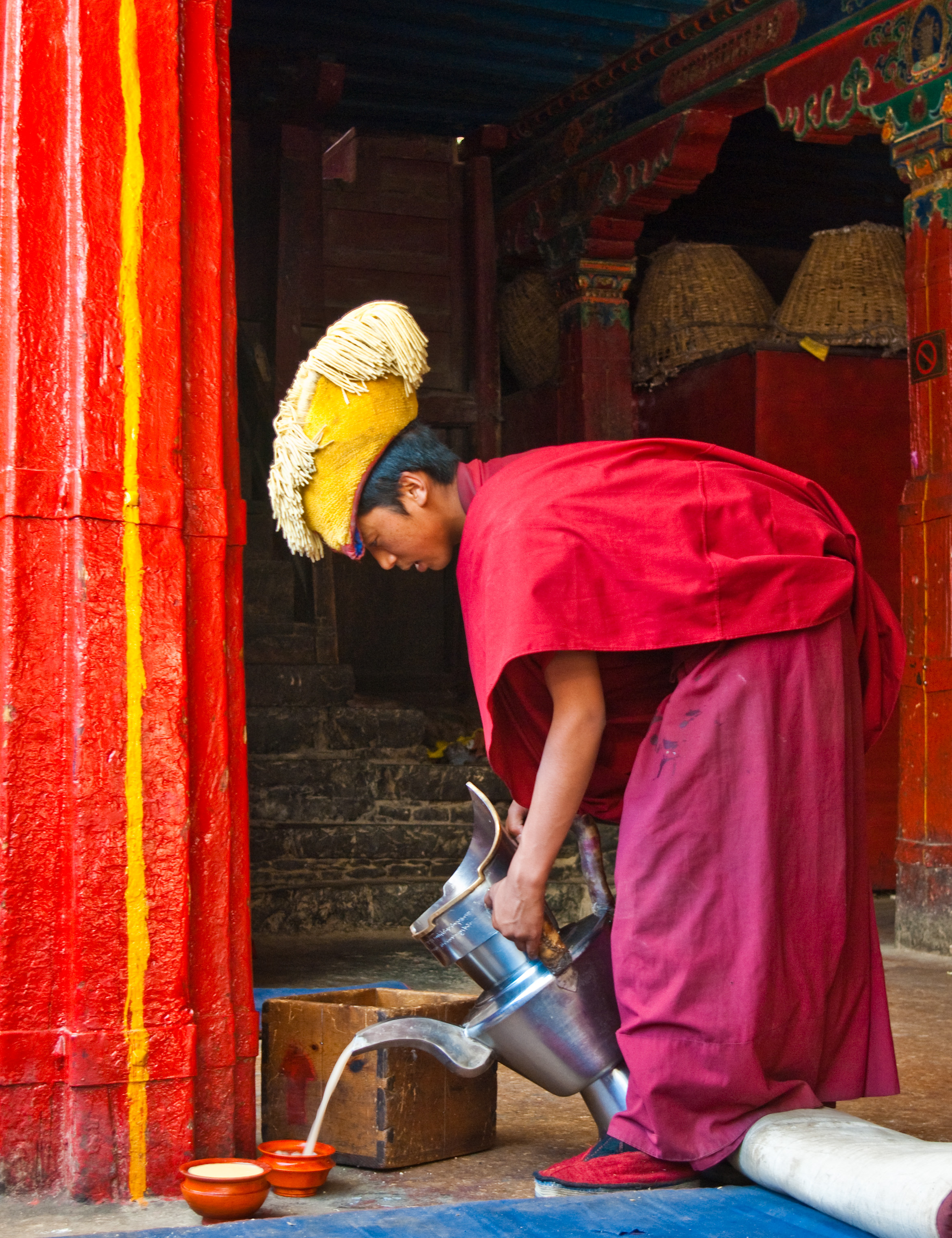
バター茶を注ぐタシルンポ寺のチベット僧

チベット人の生活には欠かせない飲料である。味噌汁や海草スープに近い塩味があるので、飲み慣れていない外国人には好みが分かれる。
遊牧民族の住む海抜の高い草原では茶の木は育たないため、全量を中国から輸入している。遊牧に際して携行するために、可搬性に優れた黒茶を固めた磚茶（団茶）を淹れ、固形化したヤクの乳から作られたギーであるヤクバターと岩塩を加え、ドンモ(チベット文字：མདོང་མོ; ワイリー方式：mdong mo)と呼ばれる専用の攪拌器具を使って、脂肪分を分散させて供する。主に女性が行ってきたドンモでの肉体労働を嫌って、ラサなどの都市部では、電動ミキサーを使うこともある。
乾燥した気候で失われがちな水分、脂肪分、熱量と塩分を効率的に補給することができ、暖も取れるため、チベットではよく飲まれている。朝から夜まで少なくとも一日10回ほどは飲まれ、多い人は日に5リットルも飲む場合がある。飲む時に唇に脂肪が付くため、リップクリームのようにひび割れを防ぐ効果もある。チベット人で英国に渡ったリンチェン・ハモは著書『私のチベット』で、バターは油分の多い紅茶用のクリームと同じと書いている。
バター茶は客人をもてなすのには欠かせないものであり、来客があれば主人が何杯も勧める。飲み終わるとまた注がれるので、客は飲みたいだけ飲めば良いが、不要であれば碗に残しておけばよい。
輸入品である茶葉は、大きな薬缶で何度もじっくり煮出し、暖めなおして徹底的に使われる。もともと発酵が進み、熟成された黒茶を使うが、量は少ないので、茶水の色は褐色である。一方、ギーや塩は後から飲む分に応じて都度加え、攪拌されるので、暖かい状態で飲むことが出来る。また、ギー、塩を加えたものを保温して、あるいは暖めなおして飲むこともある。
直接飲用にする以外に、チベット人の主食であるツァンパを練るのにも使う。
モンゴルではツァイと呼ばれる乳茶にバターを入れて飲む。

## 配合
じっくり火にかけて煮出すため、茶葉と水の比率は重量比で1：100程度と少量を用いる。これは雲南省や香港で黒茶を飲む際の比率よりもかなり少ない。
四川省、雲南省のチベット民族の官能評価で、塩の比率は重量比で0.4%以下が好まれる。ギーの比率は茶葉と同程度で良いが、多少多くても風味に大きな影響はない。

## 健康問題
チベットのナクチュ県などでの健康調査で、磚茶由来のフッ素過剰摂取が歯のフッ素症などの健康障害の原因となっていることが判明した。同県では児童の歯のフッ素症の罹患率が80%を超えており、内、重度の者も40%を超える。アメリカの1日当たり推奨許容摂取量（RDA）2.5mgと比較すると同県では3.77倍を摂取していることになるが、この来源の約85%がバター茶、約15%がツァンパであった。ナクチュ県の水に含有するフッ素は0.01mg/100g程度に過ぎないため、磚茶由来と判断された。他の食品の摂取自体が少ないということもあるが、小麦粉、肉類、野菜を相対的に多く食べるラサ市の児童でも、これらからのフッ素摂取は1%程度に過ぎない。バター茶100mg当たりのフッ素含量は0.3mg程度のため、毎日1リットル以上を飲む生活を続けなければ、健康に問題がでる訳ではない。

## 歴史
茶自体は10世紀以前からチベットに持ち込まれていた証拠があるが、実際には13世紀のサキャ派時代あるいは14世紀のパクモドゥ派時代に至るまで普及はしていなかったと見られる。